# Pflege Coburg
Die Pflege Coburg, auch Pflege Koburg, Coburger Pflege oder Coburger Land, ist die historische Bezeichnung eines ostfränkischen Territoriums, das später im Wesentlichen den Fürstentümern Sachsen-Coburg und Sachsen-Hildburghausen entsprach. Es erstreckte sich über die heutigen Landkreise Coburg im Freistaat Bayern sowie Hildburghausen und Sonneberg im Freistaat Thüringen. Pflege als Bezeichnung für ein Amts- und Verwaltungsgebiet bezieht sich auf den Pfleger, der diesem Gebiet als Administrator und Richter vorstand. Der Begriff Coburger Land wird heute umgangssprachlich nur noch für den Landkreis mit der Stadt Coburg verwendet, auch wenn er historisch für die gesamte größere Region steht. In den hierbei nicht eingeschlossenen Teilregionen des heutigen Südthüringens haben sich teilweise eigene kleinräumige Bezeichnungen eingebürgert, die in etwa den historischen Amts- und Gerichtsbezirken oder auch Rittergütern (Schaumberger Land) entsprechen.

## Geschichte
Dieser Landstrich wurde mehrfach in weiblicher Erbfolge weitergegeben, so dass die dynastische Zugehörigkeit der Landesherren wiederholt auf friedlichem Wege wechselte.

Das Fränkische Reich im Frühmittelalter

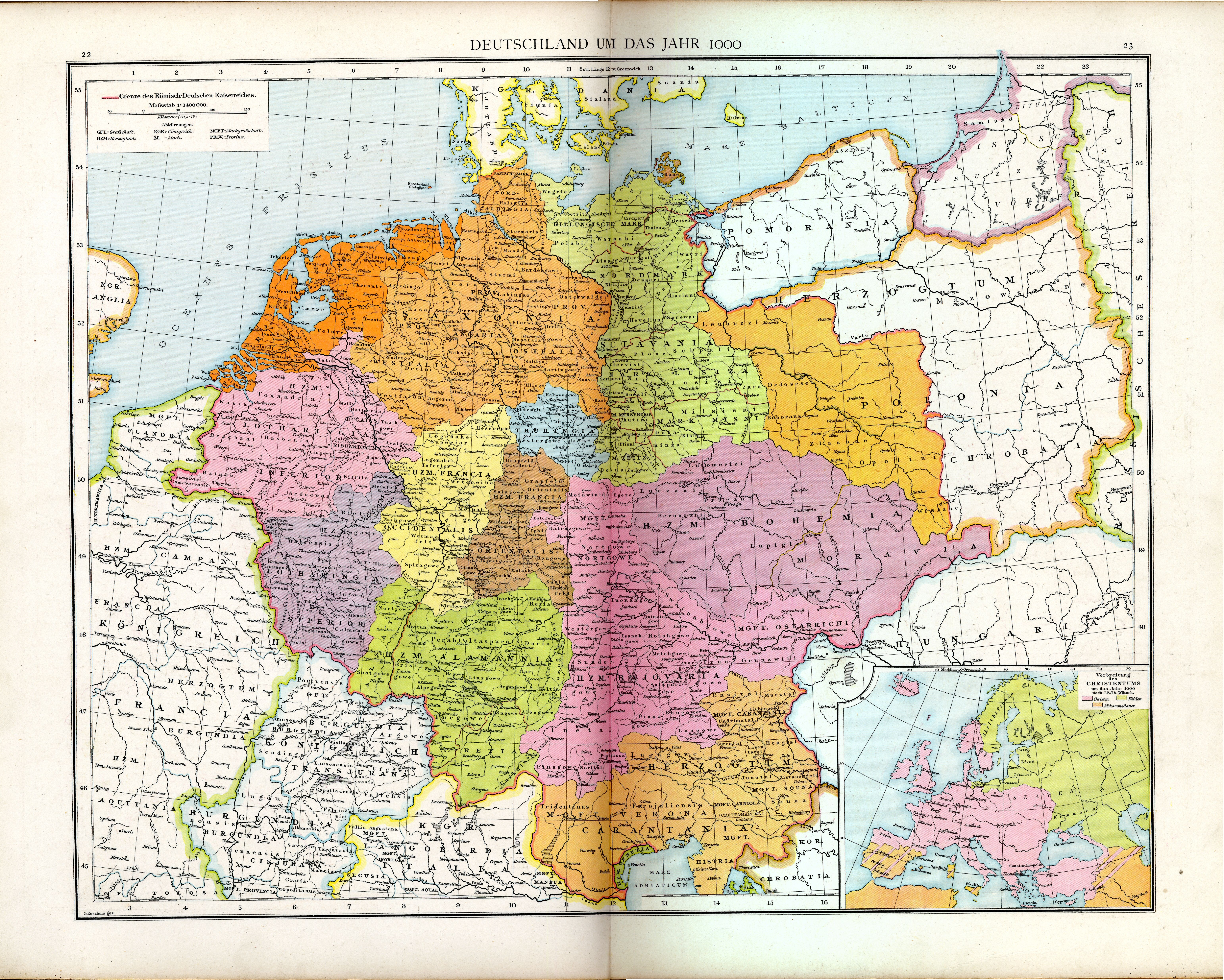
Das Heilige Römische Reich um 1000

### Vorgeschichte
Nach dem Ende des Thüringerreiches 531 blieb die einstige Grenzregion zwischen den frühen Thüringern und den Franken östlich des Grabfeldes und nördlich des Volkfeld- und des Radenzgaues kaum bewohnt und dicht bewaldet. Durch sie verlief ein Abschnitt einer alten, möglicherweise prähistorischen, Heer- und Handelsstraße, der bedeutendsten Nord-Süd-Verbindung von der Saale über die ansonsten mehr oder weniger unüberwindliche Kammlinie des Thüringisch-Fränkischen Mittelgebirges zum Main. Als Reichsgut unterstand das Land nach der Reichsreform Karls des Großen keiner Gaugrafschaft.
Zwar gab es ab etwa 560 auch in diesem Gebiet eine slawische Einwanderung, doch konnten die mainwendischen und sorbischen Stämme hier bei Weitem nicht in dem Maße Fuß fassen wie nördlich des Rennsteigs und östlich der Saale. Einige Dörfer gehen auf slawische Gründungen zurück. Doch fehlen in den Städten dieser Region vollständig die für die mittelalterlichen Stadtgründungen des in Folge der Slawenfeldzüge Heinrich I. wiederbesiedelten Thüringens zwischen Saale und Unstrut typischen Wendenvorstädte und auch der slawische Einfluss auf die Sprache ist gering.
Im Raum Heldburg/Ummerstadt herrschten spätestens im 12. Jahrhundert die Herren von Wildberg, regionale Stammesadelige, deren Herrschaft als eine der 16 Untergaue im östlichen Grabfeld galt. Das Eisfelder Land um eine kleine Königspfalz war Reichsdomäne.
Sowohl hier als auch im östlich angrenzenden Reichsland zwischen dem oberen Maintal und dem Vorland des Thüringer Schiefergebirges begann eine ostfränkische Landnahme. Die Anfänge der mainfränkischen Kolonisation der Region liegen weitgehend im Dunkeln. Doch deuten alle späteren Quellen, etwa eine nach 1295 entstandene Abhandlung über die Stiftung des Klosters Banz 1071, darauf hin, dass dieses Land ab etwa 980 unter der Führung der Markgrafen von Schweinfurt systematisch besiedelt wurde.
Infolge der Vermählung von Gisela von Schweinfurt, Tochter des Markgrafen im Nordgau Otto III. und Erbin von Kulmbach und Plassenburg, mit Graf Arnold von Dießen († 1091) übernahmen die Grafen von Andechs und späteren Herzöge von Meranien mit den benachbarten Gaugrafschaften am Obermain auch das Reichsland und gliederten es als nordwestlichen Vorposten in ihr Herrschaftsgebiet in Franken ein. Die Verwaltung des Landes im Dienst des Herzogtums Meranien oblag den Herren von Sonneberg, die auch die Schutzvogtei über die Güter der Kirche zu Coburg innehatten.
Die geistliche Gewalt in der Region, deren Edelfreie vor dieser Besiedlungswelle dem Stift Fulda zugeneigt waren, beanspruchte ab 1074 die Benediktinerabtei Saalfeld. Mönche aus dem Erzbistum Köln, aus den Abteien St. Michael auf dem Siegberg und St. Pantaleon in Köln, dessen Erzbischof Anno II. 1056 ehemaliges Reichsdomänenland um Saalfeld, im südlichen Orlagau und um den Berg Coburg, die Dörfer Vullebach, Berkerisdorf,  Grilizi, Chezzendorf, Trufelistadt, die ehemals kaiserlichen Höfe Sithmarsdorff, Lutaraha und Mirsdorf sowie den Wald bei der Burg Ahorny aus dem Erbe der Richeza, der Tochter des Pfalzgrafen Ezzo von Lothringen, an sich gebracht hatte, begannen mit der umfassenden Christianisierung der autochthonen urthüringischen oder elbgermanischen und slawischen Bevölkerung und der Eingliederung der mainfränkischen Siedler in die entstehenden Gemeinden. Zur Wahrung ihrer Interessen und zur Sicherung ihres bedeutenden Grundbesitzes im Coburger Raum richtete die Abtei St. Peter und Paul 1075 auf dem heutigen Coburger Festungsberg eine Propstei ein. Der klösterliche Wirtschaftshof wurde ab etwa 1150 in die im Tal allmählich entstehende Stadt zur späteren Morizkirche hin verlegt, während auf dem Berg ab 1225 das meranische Schloss Coburg belegt ist.

Die Pflege Coburg im Herrschaftsbereich der Askanier 1291–1312

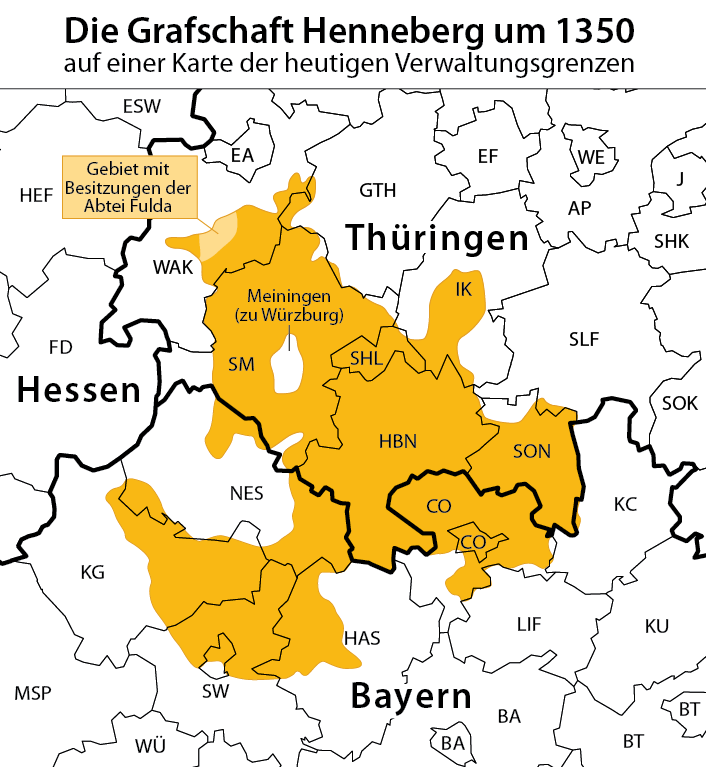
Die Grafschaft Henneberg 1312–1353

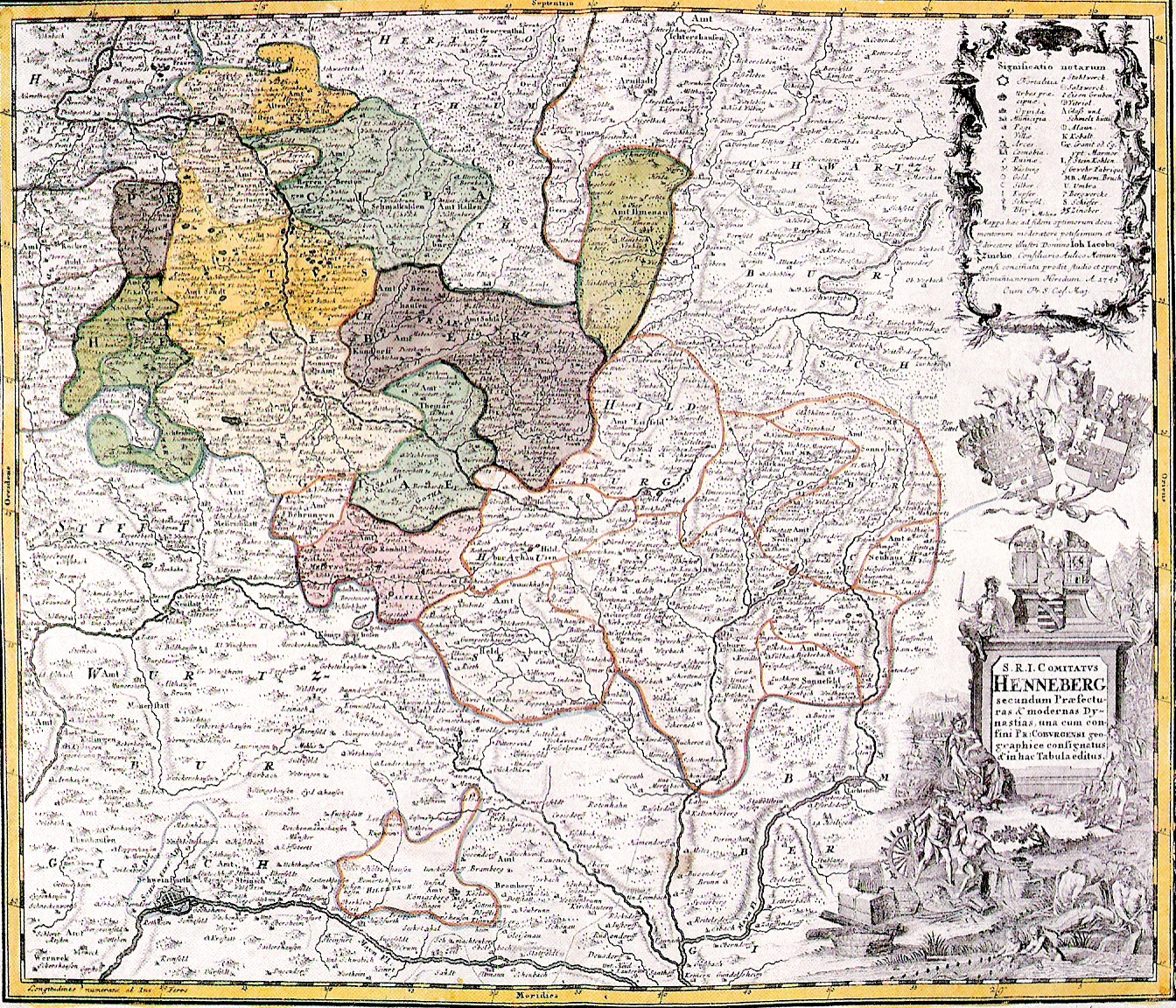
Die Ämter der Grafschaft Henneberg (in Flächenfärbung) und der Pflege Coburg auf einer Karte aus dem Jahr 1740, Hennebergisches Museum Kloster Veßra

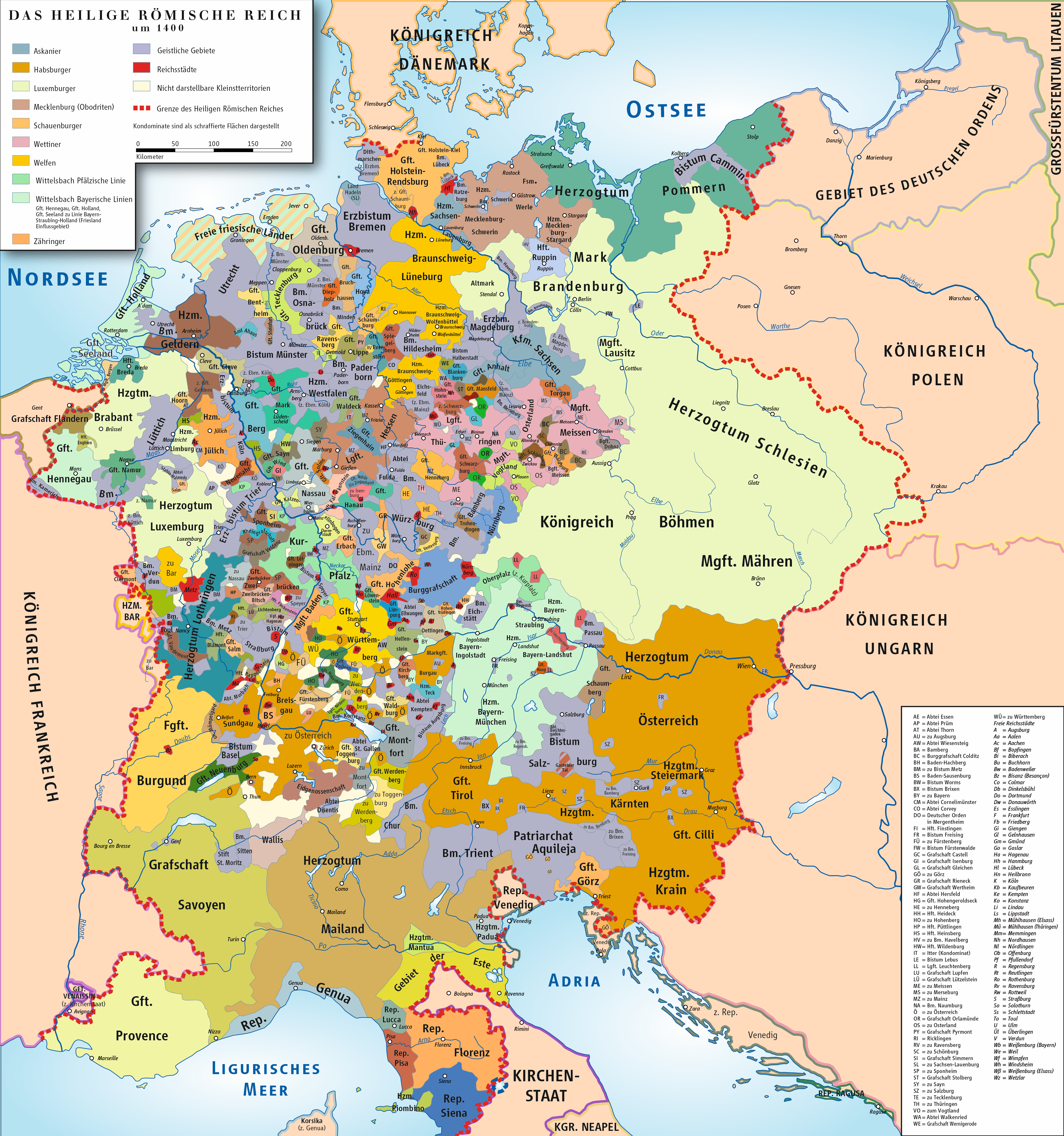
Das Heilige Römische Reich um 1400

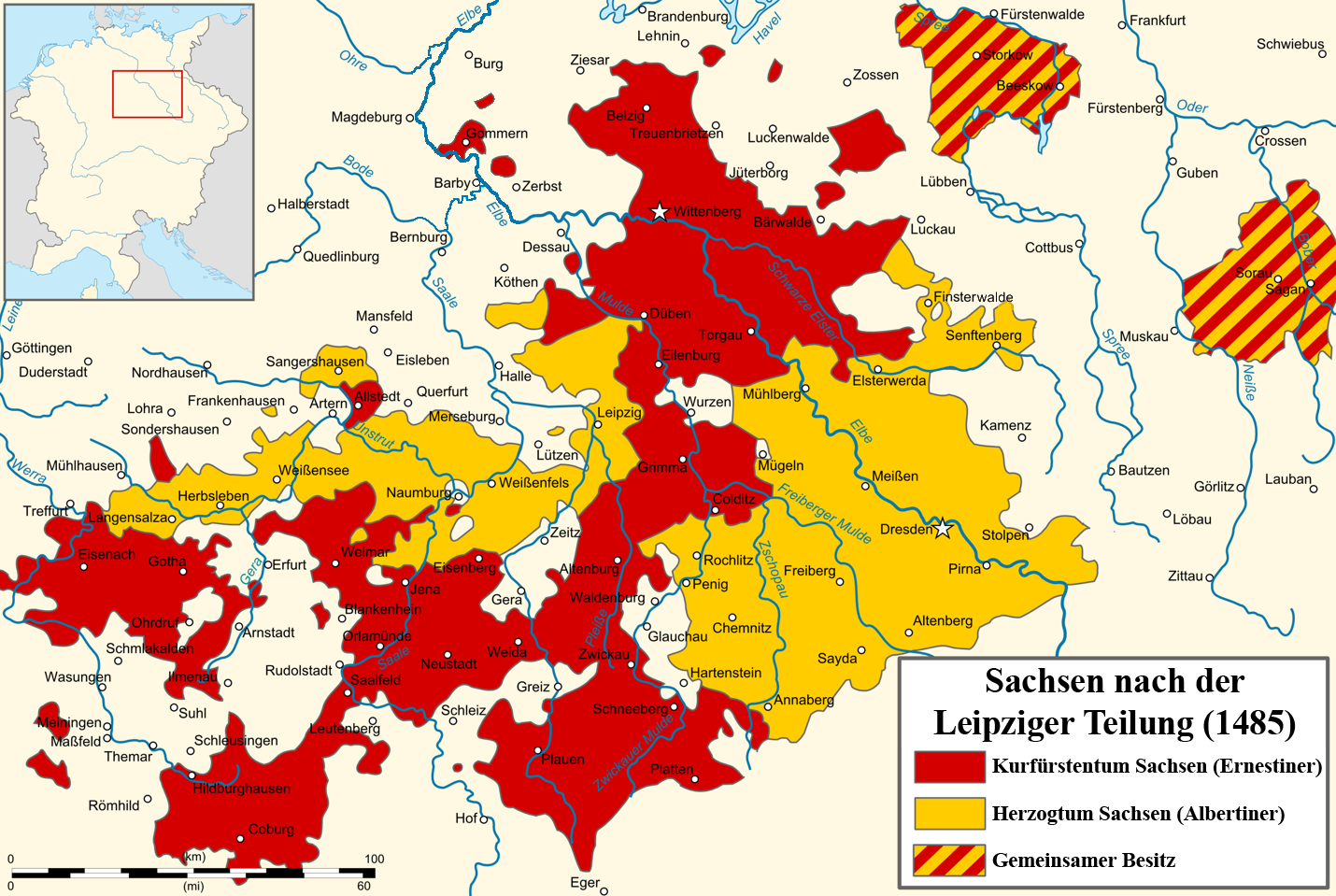
Die wettinischen Lande nach 1485

Die Sächsischen Kreise ab 1554

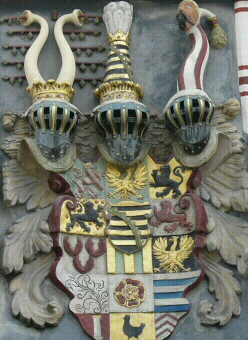
Wappen des Fürstentums Sachsen-Coburg am Stadthaus (Kanzlei) Coburg (1601). Die Zimiere auf den Turnierhelmen sind der Landgrafschaft Thüringen, Sachsen und der Markgrafschaft Meißen zugehörig. Im oberen Teil des Wappens die Landesherren Landgrafschaft Thüringen, Herzogtum Sachsen-Lauenburg, Markgrafschaft Meißen, Grafschaft Weimar-Orlamünde und Herzogtum Berg für einen Erbanspruch durch Sibylle von Jülich-Kleve-Berg (1512–1554), im Herzschild Sachsen, darunter die wettinischen Besitzungen Kurfürstentum Sachsen-Wittenberg, Mark Landsberg und Pfalzgrafschaft Sachsen. Im unteren Teil eine Arabeske anstelle des Regalienschildes, die Burggrafschaft Altenburg und die Herrschaft Eisenberg, darunter die vergangenen Herrschaften Wildberg bzw. Henneberg–Aschach–Römhild, die Grafschaft Henneberg und Sonneberg.

### Die Neue Herrschaft des Hermann I. von Henneberg-Coburg
Die Grafschaft Henneberg unter dem hochadeligen, gleichnamigen Adelsgeschlecht gewann im 13. Jahrhundert durch Erbe, Kauf und Vermählung beträchtliche Besitzungen hinzu. Diese Zugewinne nutzte der in der Reichspolitik hoch angesehene Graf Hermann I. von Henneberg (1224–1290), um eine eigene Erblinie zu begründen. Er residierte, wie schon zuvor sein Vater Poppo VII., der sich auch Graf von Strauf nannte, und seine Mutter Jutta von Thüringen auf der Burg Struphe, die seit 1180 im Besitz des Hauses Henneberg war. Als sein Vater 1245 starb, besaß Hermann I. bereits die 1206 als Mitgift von dessen erster Gemahlin Elisabeth von Wildberg in den Familienbesitz gekommenen Ländereien um Heldburg, die Herrschaft Callenberg, die „Talburg“ Steinach und einige unterfränkische Güter um Höchheim, Kissingen, Münnerstadt und Schweinfurt aus dem Erbe seines Onkels Otto von Botenlauben.
1248 kamen das ehemals Botenlaubener Hildburghausen, das 1234 das Hochstift Würzburg erworben hatte, der Königshof Rodach und die meranischen Besitzungen um Coburg aus der Erbmasse des ausgestorbenen Hauses Andechs zu Henneberg dazu. Zwischen beiden Häusern hatten verwandtschaftliche Beziehungen bestanden. Der Großvater Hermann I., Poppo VI. († 1190), war mit Sophie, der Tochter des Markgrafen Berthold III. von Istrien und Krain verheiratet. Um die an das Herzogtum Meranien verliehenen Lehen für das Hochstift Bamberg einziehen zu können, gewann der Bischof von Bamberg, Heinrich I. von Bilversheim, Graf Hermann I. als Befehlshaber in den Auseinandersetzungen mit Burggraf Friedrich III. von Nürnberg und Friedrich von Truhendingen, deren Ehefrauen Elisabeth und Margareta als Schwestern des verstorbenen Herzogs Otto II., wie auch die Erbtochter Otto I., Beatrix, die Witwe des Grafen Hermann II. von Orlamünde, ebenfalls Ansprüche auf das Erbe erhoben. Dafür wurden Hermann I. nach dem Langenstadter Rechtsspruch 1260 neben Coburg noch das an Meranien gefallene umfangreiche ehemalige Allod der Burggrafen von Meißen aus der Familie Sterker von Wohlsbach um Fechheim-Neustadt mitsamt dem sterkerschen Lehen Einberg und der Burg Schaumberg zugesprochen, außerdem erhielt er die bambergische Cent und Gerichtsstätte Gestungshausen, die unter der Vogtei der Sterker gestanden hatte.
1249 erwarb Hermann I. Königsberg. Vom Erbe der Ludowinger erhielt er in demselben Jahr von seinem Halbbruder mütterlicherseits, dem Markgrafen Heinrich III. von Meißen, ein Gebiet um Schmalkalden mit der Burg Brotterode und der Herrschaft Hallenberg als Ausgleich für seinen Verzicht auf eigene Ansprüche auf das Reichsfürstentum. Diese Abfindung bestätigte Heinrich III. 1260 gegen Ende des Thüringischen Erbfolgekrieges, obwohl Hermann I. die Gegenpartei unterstützt hatte. Sein Schwager Wilhelm von Holland, bei dessen Wahl zum römisch-deutschen Gegenkönig sich Hermann I. wie zuvor  bei der Wahl Heinrich Raspes gegen den Staufer Konrad IV. gestellt hatte, verlieh ihm die Reichsrechte des 1255 verstorbenen Ullrich II. von Münzenberg. Graf Hermann I. bezeichnete seine Besitzungen als Neue Herrschaft, um sie von den angestammten hennebergischen Ländereien zu unterscheiden.

### Otto V. von Brandenburg und die Pflege Coburg
Die Linie Henneberg-Coburg erlosch jedoch schon 1291, als der Sohn von Hermann I., Poppo VIII., verstarb. Das Land verblieb als Erbe bei dessen Halbschwester Jutta (auch: Judith) und fiel mitsamt der Formalanwartschaft auf Holland und Zeeland an ihren Gemahl, den askanischen Mitregenten Markgraf Otto den Langen von Brandenburg zu Salzwedel. Dieser setzte während seiner Abwesenheit den Grafen Wolfgang von Barby zum Pfleger (Administrator) der Herrschaft ein, woraufhin die Bezeichnung Pflege Coburg für dieses Territorium entstand. Der Pfleger saß auf dem Schloss Mainberg, sein Sohn Walter ab 1305 als Burgmann auf der im Tausch gegen das an Henneberg abgetretene Mainberg erworbenen Burg Wildberg. Ottos und Juttas einziger Sohn Hermann folgte seinem Vater von 1298 bis 1308 sowohl in Brandenburg als auch in Coburg, weshalb er als Hermann II. auch den Titel eines Grafen von Henneberg oder eines Grafen von Franken führte. Hermann erwarb 1304 Hildburghausen von Graf Konrad von Wildberg zurück. Das Schloss Hohenstein mit der Cent Ahorn war spätestens 1306 im Besitz seiner Mutter Jutta, der Witwe des Markgrafen Otto V.

### Rückerwerb der Neuen Herrschaft durch Henneberg-Schleusingen
Hermanns III. Tochter Jutta von Brandenburg heiratete auf Betreiben des gefürsteten Grafen Berthold VII. von Henneberg-Schleusingen 1312 dessen Sohn Heinrich VIII., womit die Neue Herrschaft wieder beim Stammhaus Henneberg war. Als Heinrich VIII. von Henneberg-Schleusingen nach nur siebenjähriger Regentschaft 1347 starb, wurde der Besitz des Hauses Henneberg-Schleusingen zwischen seiner Witwe und Heinrichs jüngerem Bruder Johann I. aufgeteilt, wobei Jutta erneut die Neue Herrschaft zugesprochen bekam. Die Askanierin Jutta erwies sich als gestaltungsfreudige Regentin, die vielfach Rechte erneuerte und bestätigte und die ansässigen Reichsritterschaften Heldritt, Heßberg, Kemmaten, Rossau und Veilsdorf fest in ihr Lehenssystem aus Söhne- und Töchterlehen einband. Alle in ihren Rechten bestätigten Städte der Pflege Coburg führten im Gegenzug das Stammwappen der Henneberger als Stadtsiegel. 
Bis 1315 verdrängten die Henneberger die Herren von Schaumberg aus dem Schalkauer Land auf das Rittergut Niederfüllbach. 1317 erwarb Fürstgraf Berthold VII. von Henneberg-Schleusingen die Burg und den Besitz der erloschenen Dynastie der Burg- und Dienstmannen von Sonneberg und belehnte die Schaumberger mit diesem und mit deren ehemals eigenem Besitz um die Burg Neuhaus. Fürstgraf Heinrich VIII. richtete sich auf dem Gutshof Sonneberg einen Winterwohnsitz ein. Seine Witwe, Regentin Jutta, verpfändete die Burg Sonneberg 1350 an ihren Schwiegersohn, den Burggrafen Albrecht den Schönen von Nürnberg aus dem Hause Hohenzollern. Zuvor hatte sie 1349 die Stadtrechte Sonnebergs beurkundet und den Schaumbergern die Erlaubnis zur Befestigung der Burg Rauenstein erteilt. Ebenfalls 1317 belehnte Fürstgraf Berthold VII. die Herren von Gauerstadt mit dem gleichnamigen Lehen und die Ministerialbeamten von Sternberg mit der Herrschaft Callenberg. 1323 erhielten Hildburghausen und Eisfeld von ihm das Recht zur Ummauerung ihrer städtischen Siedlung. 1346 wurde Dietrich von Coburg bei Coburg (in Oeslau und in Waldsachsen) durch Heinrich VIII. begütert.
1353 wurde die Neue Herrschaft unter drei Töchtern der verstorbenen Regentin aufgeteilt. Juttas zweitälteste Tochter Katharina wurde mit deren Tod Erbin von Coburg. Sophie, die schon 1372 verstarb, erbte Hildburghausen, Königsberg und die Herrschaft Schmalkalden und die älteste Tochter Elisabeth Schloss und Gemarkung Irmelshausen und die unterfränkischen Lande. Juttas vierte Tochter Anna führte als Äbtissin das Zisterzienserinnenkloster Sonnefeld zu einer unverhofften Blüte.

### Die Pflege Coburg und das Haus Wettin
Katharina brachte den südöstlichen Teil der Neuen Herrschaft mit Coburg und dem zugewonnenen Umland durch ihre Vermählung mit Markgraf Friedrich dem Strengen von Meißen an das Haus Wettin. Dieser verlieh 1362 Schalkau das Stadtrecht. 1363 erkannten ihn die Schenken von Siemau als Lehnsherr an. Durch die Ehe seines Bruders Balthasar mit Margaretha, der Tochter der Sophie von Henneberg und des Burggrafen Albrecht des Schönen von Nürnberg, gelangte Hildburghausen mit dem Heldburger Unterland und dem Eisfelder Land 1374 ebenfalls an die Wettiner. Die wettinische Coburger Pflege grenzte sich in der Folgezeit mit der sächsischen Landwehr von der wesentlich verkleinerten Grafschaft Henneberg ab. Die damaligen Städte führen seit dem bis heute den Meißnischen Löwen im Siegel. 1410 traten die Ritter von Rosenau als coburgische Münzmeister in Erscheinung. Von 1447 bis 1450 unterlag das Territorium kurzzeitig der räuberischen Herrschaft des Ritters Apel Vitzthum, der 1451 von Herzog Wilhelm dem Tapferen mit Hilfe Erfurter Truppen aus der Pflege Coburg vertrieben wurde.
Mit der Großen Sächsischen Landesteilung 1485 in eine albertinische und eine ernestinische Linie fiel das Land, erneut als Pflege Coburg oder auch als die Ortslande in Franken bezeichnet, an Ernst von Sachsen und wurde der ernestinischen Linie zugeteilt. 1527 bildete es mit der Exklave Königsberg, dem Amt Lichtenberg bzw. Ostheim, Nassach und der Cent Kaltensundheim bzw. dem Amt Kaltennordheim den Fränkischen Kreis im Kurfürstentum Sachsen, der wegen des Verlustes der Kurfürstenwürde der ernestinischen Linie und einer grundlegenden Umorganisation im Haus Wettin infolge der Niederlage des Schmalkaldischen Bundes in der Schlacht bei Mühlberg 1547 jedoch rasch an Bedeutung verlor. Herzog Johann der Mittlere erwarb 1555 von den Grafen von Mansfeld das Henneberg-Aschacher Gericht Römhild.
Aus der Pflege Coburg ging bis 1572 das Fürstentum Sachsen-Coburg hervor, das infolge der Ernestinischen Teilung 1633 an Sachsen-Eisenach, 1640 an Sachsen-Altenburg und mit diesem 1672 an Sachsen-Gotha fiel, dabei jedoch ein weitgehend einheitliches Territorium blieb. Der Erbteilungsvertrag vom 24. Februar 1680 spaltete die Herzogtümer Sachsen-Hildburghausen und Sachsen-Römhild ab. Nach dem Tod des Herzogs Albrecht von Sachsen-Coburg 1699 wurde das verbliebene Gebiet nach jahrzehntelangen Erbstreitigkeiten 1735 zwischen Sachsen-Coburg-Saalfeld und Sachsen-Meiningen geteilt, wobei das Meininger Oberland bis 1826 staatsrechtlich ein Teil von Sachsen-Coburg blieb, welcher unter der Verwaltung von Sachsen-Meiningen stand. Als eine indirekte Spätfolge dieser Teilungen verläuft heute die Landesgrenze zwischen Bayern und Thüringen, die 1949 bis 1990 Staatsgrenze war, mitten durch diese historische Landschaft.

### Schicksal der anderen Teile der Neuen Herrschaft und der gefürsteten Grafschaft Henneberg
Der unterfränkische Teil der Neuen Herrschaft geriet nach und nach in den Einflussbereich der Bischöfe von Würzburg. Irmelshausen, Steinach, Sternberg, Rottenstein, Königshofen, Münnerstadt, die Burg Wildberg in den Haßbergen und die Hälfte von Schweinfurt verkaufte der Gemahl der Elisabeth von Henneberg, Graf Eberhard II. von Württemberg 1354 für 90.000 Gulden an das Hochstift Würzburg. Allmählich gingen auch die meisten restlichen Besitzungen, wie 1394 Nüdlingen aus dem Erbe der Anna von Henneberg, an Würzburg.
Über die Herrschaft Schmalkalden schlossen Landgraf Heinrich II. von Hessen und Elisabeth von Leuchtenberg, die Witwe des Fürstgrafen Johann I. von Henneberg-Schleusingen, 1360 einen gegenseitigen Erbvertrag, nachdem beide gemeinsam das Territorium vom Burggrafen Albrecht von Nürnberg, dem Gemahl der Sophie von Henneberg, erworben hatten. Die hessisch-hennebergische Doppelherrschaft endete mit dem Tod des letzten hennebergischen Fürstgrafen Georg Ernst im Jahre 1583. Mit dem Ende der Grafschaft Henneberg fiel die Herrschaft Schmalkalden endgültig an das Haus Hessen. Diese Territorien gehören nicht zu dem Gebiet, welches man heute gemeinhin als Pflege Coburg versteht.
Die verbliebene gefürstete Grafschaft Henneberg kam 1583 aufgrund einer ernestinisch-hennebergischen Erbverbrüderung (Kahlaer Vertrag) zu Wettin. Auf ihrem Territorium entstand 1680 das Herzogtum Sachsen-Meiningen. Die hennebergische Residenz Schleusingen wurde von Albertinern und Ernestinern gemeinsam verwaltet, fiel mit der Stadt Suhl 1660 an das Herzogtum Sachsen-Zeitz, mit dem Aussterben der Sachsen-Zeitzer Sekundogenitur 1718 an das Kurfürstentum Sachsen und schließlich infolge des Wiener Kongresses 1815 als Kreis Henneberg an das Königreich Preußen.

## Itzgründisch
Die Grenzen der Pflege Coburg umfassen auch ein Sprachgebiet. Hier und im südlich anschließenden Raum Lichtenfels wird ein charakteristischer ursprünglicher mainfränkischer Dialekt, das Itzgründische, gesprochen. Im Westen, Norden und Osten des Gebietes deckt sich die Sprachgrenze sehr genau mit den historischen Territorialgrenzen. Südlich des Mains geht das Itzgründische in das ebenfalls mainfränkische Bambergische über. Innerhalb des Dialektgebietes hat jedes Dorf seine eigene spezifische Ausformung, anhand derer sich die Herkunft des Sprechers genau bestimmen lässt.